# Meiosi

Fasi della meiosi, con evidenziato il crossing over

La meiosi è un processo di divisione cellulare degli organismi eucarioti nel quale una cellula con corredo cromosomico diploide dà origine a quattro cellule  figlie con corredo aploide (gameti), destinate alla riproduzione sessuata.
La meiosi riguarda le cellule germinali ed è in parte simile alla mitosi, ma, al contrario di questa, si ha il dimezzamento del corredo cromosomico da doppia copia a singola copia, con formazione di quattro cellule finali con patrimonio genico diverso fra loro per la diversa e casuale combinazione di cromosomi di provenienza materna e paterna (la generazione dei nonni del potenziale nuovo individuo). Ulteriore meccanismo di ricombinazione genetica è il crossing-over, in cui si ha lo scambio diretto di materiale genico fra cromosomi omologhi.
Negli animali, ogni genitore fornisce attraverso la meiosi un corredo cromosomico in copia unica nel gamete femminile, l'ovulo, e nel gamete maschile, lo spermatozoo. La fusione dei due corredi nella fecondazione ricostituisce un corredo completo e dà origine alla prima cellula di un nuovo individuo (zigote), ogni volta diverso dai precedenti e dai genitori grazie alla ricombinazione genetica. Nelle piante (ma anche nei funghi) la meiosi non produce direttamente gameti ma spore, cellule aploidi capaci di sopravvivere in condizioni ambientali avverse e che vengono diffuse attraverso il vento, l'acqua o gli animali; in opportune condizioni esse produrranno per mitosi i gameti.

## Fasi della divisione cellulare meiotica

### Fase meiotica S o interfase I
Avviene la duplicazione del materiale genetico: ogni cromosoma risulta formato da due cromatidi fratelli identici, uniti in corrispondenza del centromero mediante molecole di coesina. A questa fase seguono due cicli di divisioni:
1. Fase riduzionale: prima divisione meiotica o meiosi I
2. Fase equazionale: seconda divisione meiotica o meiosi II

### Meiosi I
La prima divisione meiotica o meiosi I è chiamata riduzionale poiché da una cellula (2n) si generano due cellule definibili aploidi in base al numero di cromosomi, i quali risultano però formati da due cromatidi. Si tratta di un'aploidia dal punto di vista informazionale, in quanto nelle due cellule ciascun cromosoma è di origine solo paterna o materna.

#### Profase I
La meiosi I si apre con la profase I, il processo più lungo e complicato della divisione meiotica. Si suddivide in 5 stadi:
- Leptotene, in cui il materiale genetico si condensa a formare strutture bastoncellari in forma di filamenti sottili, allungati, non scissi longitudinalmente. Durante questa fase avvengono i DSB (Double Strand Breaks), punti di rottura controllata della doppia elica che corrispondono alle zone dove si potrà andare incontro al crossing-over nelle fasi successive. La rottura è mediata dall'intervento di esonucleasi;
- Zigotene, durante il quale avviene la sinapsi dei cromosomi omologhi a formare una struttura denominata bivalente (o tetrade o duplex). L'appaiamento dei cromosomi omologhi avviene grazie ad una struttura submicroscopica proteica, il complesso sinaptinemale;
- Pachitene: "precoce" in cui si completa l'appaiamento degli omologhi o "avanzato" in cui i cromosomi si accorciano, si inspessiscono e avviene il crossing-over, che però ancora non è visibile in quanto i cromosomi sono ancora in stretto contatto fra loro. L'estremità 3', soggetta durante la fase di leptotene ad attività esonucleasica e che ha invaso il cromosoma omologo, viene allungata per effetto della DNA polimerasi fino a generare una molecola di DNA con due incroci (crossover) sotto forma di strutture ramificate chiamate intermedi (o giunzioni) di Holliday;
- Diplotene: in questo stadio i cromosomi omologhi di ciascun bivalente cominciano a separarsi (desinapsi), soprattutto a livello del centromero, per la progressiva scomparsa del complesso sinaptinemale. Tuttavia i due cromosomi di ciascuna coppia di omologhi restano in contatto grazie a connessioni chiamate chiasmi, segni visibili dell'avvenuto crossing-over. È bene notare che negli umani in ogni coppia di omologhi debba, in condizioni normali, avvenire per forza almeno un chiasmo, che ha un importante ruolo strutturale. Al termine di questa fase, nucleasi specializzate dette resolvasi degli intermedi di Holliday scindono l'intermedio di Holliday formando i due prodotti di ricombinazione;
- Diacinesi, nel corso del quale i cromosomi completano la loro condensazione e sono chiaramente visibili. Ormai è ben formata la tetrade o bivalente e avviene la dissoluzione della membrana nucleare e del nucleolo.

Durante la profase I, inoltre, si sviluppa il fuso, costituito da due coppie di centrioli, situate ai poli opposti della cellula, da cui fuoriescono fibre di microtubuli. Tali fibre agganciano i cromosomi mediante il cinetocore, una piastra proteica situata a livello del centromero. La profase I può durare per giorni o anche più a lungo e occupa il 90% del tempo richiesto per quasi tutta la divisione meiotica.

#### Metafase I
Le fibre del fuso si collegano ai cromosomi: ogni cromosoma, diviso in 2 cromatidi tenuti insieme dal centromero, è legato tramite gli asteridi alle fibre del fuso. Le fibre allineano tutti i cromosomi lungo la piastra equatoriale (linea immaginaria al centro della cellula).

#### Anafase I
A differenza dell'anafase mitotica, durante questa fase i cromatidi fratelli restano attaccati per mezzo dei centromeri, mentre i cromosomi omologhi si staccano e migrano ai poli opposti della cellula, dove si forma un aggregato cromosomico  aploide e ciascun cromosoma (formato da due cromatidi) è, con distribuzione casuale, di derivazione materna o paterna.

#### Telofase I
La telofase I può variare a seconda della specie. In seguito alla migrazione dei cromosomi omologhi verso i poli opposti della cellula, si può verificare la formazione della membrana nucleare e la citodieresi con la conseguente scissione cellulare, come avveniva nella mitosi; oppure vi è la semplice migrazione dei cromosomi senza scissione.

#### Interfase II
In alcuni casi, terminata la meiosi I, può avvenire l'Interfase (o interchinesi) in cui i cromosomi si despiralizzano; in molte specie si passa invece direttamente dalla telofase I alla profase II.

### Meiosi II
La seconda divisione meiotica è identica alla mitosi: i cromatidi fratelli si separano e sono generate quattro cellule aploidi con lo stesso materiale genetico delle due cellule madri, ovvero le due cellule aploidi risultanti dalla Meiosi I.

#### Profase II
Compaiono nuovamente le fibre del fuso che agganciano i cinetocori dei cromosomi. Nel caso si sia verificata una scissione durante la telofase I, la membrana nucleare si dissolve affinché i microtubuli del fuso possano attaccarsi ai cromosomi.

#### Metafase II
I cromosomi si allineano sulla piastra equatoriale; ogni cromosoma è costituito da due cromatidi fratelli.

#### Anafase II
I centromeri dei cromosomi dei cromatidi fratelli si staccano, i cromatidi si dividono, e vengono portati verso i due poli opposti della cellula dalle fibre del fuso.

#### Telofase II
Ai poli opposti della cellula si cominciano a formare i nuclei e avviene la citodieresi, con la conseguente scissione cellulare e i microtubuli del fuso scompaiono. I quattro nuclei contengono un numero aploide di cromosomi.
Ricapitolando: nella meiosi si passa da una cellula immatura con patrimonio genetico (corredo cromosomico) diploide 2n con contenuto di cromatina 4C a quattro cellule mature aploidi n con contenuto di cromatina 1C.

## Sinapsi e crossing-over
La sinapsi è quel processo mediante il quale i cromosomi omologhi si mettono in coppia durante la profase I. Ciascun cromosoma è formato da due cromatidi, e quindi quattro cromatidi formano una tetrade. In seguito alla sinapsi degli omologhi può avvenire il crossing-over, un processo mediante il quale i cromatidi non fratelli di cromosomi omologhi si scambiano parti equivalenti, determinando nuove combinazioni di geni e favorendo l'evoluzione. Il risultato visibile del crossing-over è una struttura a croce chiamata chiasma. In ciascun chiasma i cromosomi omologhi possono scambiarsi segmenti di cromatidi.

## Meiosi umana
Come negli altri organismi aventi una riproduzione sessuata, nell'essere umano le cellule germinali subiscono due divisioni meiotiche al fine di dimezzare il corredo diploide e renderlo aploide, prima di giungere a maturazione completa nelle cellule figlie.
Nell'uomo avviene la spermatogenesi, al termine della quale giunge a piena maturazione lo spermatozoo, il gamete maschile:
- spermatogonio → spermatocita I → spermatocita II → spermatide → spermatozoo

Nelle donna avviene l'ovogenesi, al termine della quale giunge a piena maturazione l'ovulo, il gamete femminile:
- ovogonio → ovocita I → ovocita II + un globulo polare → ovulo + tre globuli polari (che verranno poi degenerati)

Il processo meiotico rimane sospeso fino alla pubertà, quando vengono meno gli stimoli inibitori che mantengono gli ovociti bloccati in Profase I.

## La meiosi in letteratura
- Italo Calvino nella raccolta Ti con zero (1967) descrive il processo di meiosi nell'omonimo racconto.